# Pétro-vraquier

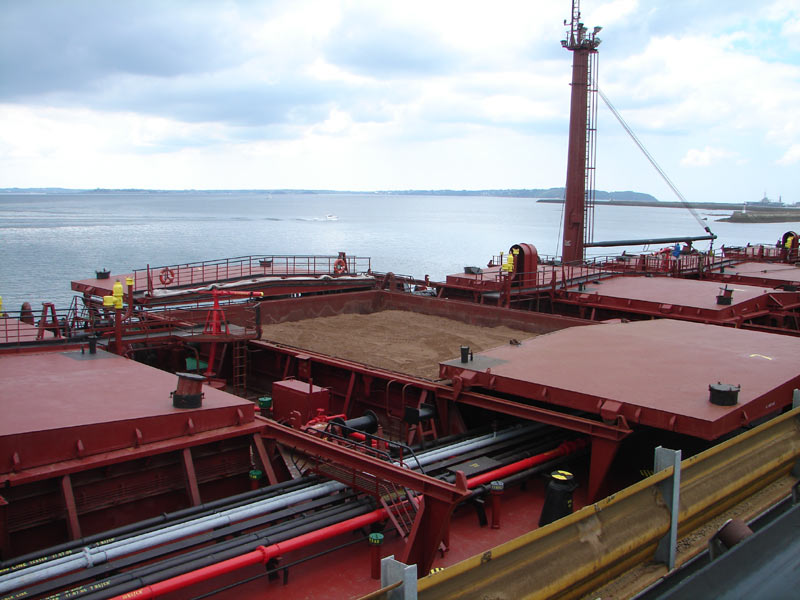
Le pétro-vraquier Maya dans le port de Brest, rempli d'une cargaison de soja. On distingue clairement les citernes ouvertes destinées à la cargaison solide et les tuyaux appontés pour transborder les cargaisons liquides.

Un pétro-vraquier est un navire capable de transporter à la fois des cargaisons en vrac solides et des cargaisons en vrac liquides. Plus connus sous l'appellation anglophone OBO (pour Ore-bulk-oil carrier) ou combination carrier, ils tirent leur origine de la volonté d'éviter les voyages à vide (en ballast) des navires : remplacer l'eau de ballast par une cargaison pétrolière permettait de rentabiliser le voyage de retour.

## Description
Les navires plus spécifiques transportant par exemple du pétrole brut du Moyen-Orient vers l'Afrique du Sud ou l'Australie devaient effectuer le voyage de retour avec des citernes vides, donc non rentables. L'utilisation des pétro-vraquiers autorisait l'armateur à transporter du charbon ou du minerai vers le Moyen-Orient avec le même navire.
Le nombre de pétro-vraquiers n'a cessé de diminuer depuis les années 1980, car leurs spécificités techniques les rendent coûteux à l'entretien. Ces navires doivent en effet répondre aux exigences des vraquiers classiques (résistance longitudinale, grandes écoutilles, parois renforcées…) mais aussi comprendre à leur bord l'installation nécessaire au transport de produits pétroliers (gaz inerte, chambre des pompes, tuyaux d'admission et d'extraction, valves,…). La Russie a été l'un des seuls pays à continuer la construction et l'utilisation régulière de pétro-vraquiers plus petits, destinés à une navigation fluviale. 
Un des pétro-vraquiers les plus célèbres est le MV Derbyshire, qui coula dans l'océan Pacifique le 9 septembre 1980 durant un cyclone, effectuant un voyage de Sept-Îles, au Canada, vers le Japon. Il y avait à bord 44 personnes ; il n'y eut aucun survivant.